# Анархо-натуризм
Анархо-натуризм — объединение анархистской и натуристской философий. Зародился в конце XIX века в Великобритании, где нудизм, анархизм, вегетарианство и свободная любовь были приняты как часть политически радикального образа жизни. В основном, это движение имело значение в анархо-индивидуалистических кругах в Испании, Франции, Португалии и на Кубе.
Анархо-натуризм защищает вегетарианство, свободную любовь, нудизм, пешие походы и экологическое мировоззрение внутри анархистских групп и вне их. Анархо-натуризм также продвигает в первую очередь нудизм как способ избежать искусственности индустриального массового общества современности. Натуристские анархо-индивидуалисты рассматривают индивида в его биологических, физических и психологических аспектах и пытаются устранить социальные детерминации.

## История

### Формирование
Важное раннее влияние на анархистский натуризм оказали идеи Генри Дэвида Торо, Льва Толстого и Элизе Реклю.
Торо был американским писателем, поэтом, натуралистом, борцом с налогами, сторонником теории постразвития, геодезистом, историком, философом и ведущим трансценденталистом. Он наиболее известен своей книгой «Уолден, или жизнь в лесу», размышления о простой жизни на природе и его эссе «Гражданское неповиновение», аргумент в пользу индивидуального сопротивления гражданскому правительству в моральном противостоянии несправедливому государству. Простая жизнь как отказ от материалистического образа жизни и самодостаточность были целями Торо, и весь проект был вдохновлен философией трансцендентализма. Многие видели в Торо одного из предшественников экологизма, анархо-примитивизма и анархо-натуризма.

#### Франция
Для влиятельного французского анархиста Элизе Реклю натуризм был в то же время физическим средством оживления, взаимопониманием с телом, полностью отличным от лицемерия и табу, которые преобладали в то время, более дружелюбным взглядом на жизнь в обществе и стимулом уважать планету. Таким образом, натуризм развивается во Франции, в частности, под влиянием Элизе Реклю, в конце XIX века и начале XX века среди анархистских сообществ, возникших в результате утопического социализма.
В Франции более поздними важными пропагандистами анархо-натуризма были Анри Зисли и Эмиль Гравель, которые сотрудничали в La Nouvelle Humanité, Le Naturien, Le Sauvage, L’Ordre Naturel и La Vie Naturelle. Их идеи были важны в анархо-индивидуалистических кругах Франции, а также Испании, где Федерико Уралес (псевдоним Джоан Монтсени) продвигал идеи Гравеля и Зислы в La Revista Blanca (1898—1905).

Ричард Д. Сонн комментирует влияние натуристских взглядов на более широкое французское анархистское движение:
В своих мемуарах о годах анархизма, опубликованных в Le Matin в 1913 году, Риретта Метрежан много говорила о странном режиме питания некоторых компаньонов. […] Она описала «трагических бандитов» из банды Бонно, которые отказывались есть мясо или пить вино, предпочитая простую воду. Ее юмористические комментарии отражали практику крыла анархистов-индивидуалистов, которые выступали за более простой, «естественный» образ жизни, основанный на вегетарианской диете. В 1920-х годах это крыло было выражено журналом Le Néo-Naturien, Revue des Idées Philosophiques et Naturiennes. Участники осудили моду на курение сигарет, особенно молодыми женщинами; длинная статья 1927 года фактически связывала курение сигарет с раком! Другие проводили различие между вегетарианцами, которые отказывались от употребления мяса, и более строгими вегетарианцами, которые не ели ничего, кроме овощей. Анархист по имени Дж. Буто, который сделал это различие, открыл ресторан под названием Foyer Végétalien в девятнадцатом округе в 1923 году. Другие выпуски журнала включали вегетарианские рецепты. В 1925 году, когда молодой анархист и будущий автор детективных романов Лео Мале прибыл в Париж из Монпелье, он сначала поселился у анархистов, которые управляли другим вегетарианским рестораном, где подавали только овощи, без рыбы и яиц. Проблемы питания совпали с другими способами укрепления здоровья организма, такими как нудизм и гимнастика. На некоторое время в 1920-х годах, после того, как они были освобождены из тюрьмы за антивоенную деятельность и борьбу с контрацепцией, Жанна и Эжен Гумберт уединились в относительной безопасности движения «целостная жизнь», пропагандировавшего солнечные ванны в обнаженном виде и физическую форму, которые рассматривались как неотъемлемые аспекты здоровья в греческом смысле слова gymnos, что означает обнаженная натура. Это возвращение к природе, примитивистское течение не было монополией левых; те же интересы разделяли правые немцы в межвоенный период. Однако во Франции эти склонности в основном ассоциировались с анархистами, поскольку они предлагали идеал самоконтроля и отказа от социальных табу и предрассудков.

#### Испания
Эти отношения между анархизмом и натуризмом были довольно важны в конце 1920-х годов в Испании:
Связующая роль, которую сыграла группа Sol y Vida, была очень важна. Целью этой группы было совершать поездки и наслаждаться открытым воздухом. Натуристский атенеум, Эклектико, в Барселоне, был базой, с которой была начата деятельность группы. Сначала Etica, а затем Iniciales, которые начались в 1929 году, были публикациями группы, которые продолжались до гражданской войны в Испании. Мы должны отдавать себе отчет в том, что выраженные в них натуристские идеи соответствовали желаниям либертарианской молодежи порвать с условностями буржуазии того времени. Именно это молодой рабочий объяснил в письме Инисиалесу. Он пишет это под странным псевдонимом Сильвестре дель Кампо (дикий человек в деревне). «Я нахожу огромное удовольствие в том, чтобы быть обнаженным в лесу, купаться в свете и воздухе, двух природных элементах, без которых мы не можем обойтись. Избегая скромной одежды эксплуатируемого человека (одежды, которая, на мой взгляд, является результатом всех законов, придуманных для того, чтобы сделать нашу жизнь горькой), мы чувствуем, что не осталось ничего другого, кроме законов природы. Одежда означает рабство для одних и тиранию для других. Только голый мужчина, который восстает против всех норм, выступает за анархизм, лишенный предрассудков относительно одежды, навязанных нашим обществом, ориентированным на деньги».
Исаак Пуэнте, влиятельный испанский анархист 1920—1930-х годов и важный пропагандист анархо-натуризма, был активистом CNT-FAI, опубликовал книгу El Comunismo Libertario y otras proclamas insurreccionales y naturistas в 1933 году тиражом около 100 000 экземпляров, и написал заключительный документ для Чрезвычайного Конгресса Конфедерации в Сарагосе в 1936 году, который определил основную политическую линию CNT на этот год. Пуэнте также был врачом, который подходил к своей медицинской практике с натуристской точки зрения. Он рассматривал натуризм как неотъемлемое решение для рабочего класса, наряду с неомальтузианством, и считал, что это касается живого существа, в то время как анархизм обращен к социальному существу. Он считал, что капиталистические общества ставят под угрозу благополучие людей как с социально-экономической, так и с санитарной точки зрения, и продвигал анархо-коммунизм наряду с натуризмом в качестве решения.

Эта экологическая тенденция в испанском анархизме была достаточно сильной, чтобы привлечь внимание CNT-FAI в Испании. Даниэль Герен в докладах «Анархизм: от теории к практике»:
Испанский анархо-синдикализм долгое время был озабочен сохранением автономии того, что он называл «близкими группами». Среди его членов было много адептов натуризма и вегетарианства, особенно среди бедных крестьян юга. Оба этих образа жизни считались подходящими для трансформации человека в рамках подготовки к либертарианскому обществу. На конгрессе в Сарагосе его участники не забыли рассмотреть судьбу групп натуристов и нудистов, «непригодных для индустриализации». Поскольку эти группы не смогут самостоятельно удовлетворять все свои потребности, конгресс ожидал, что их делегаты на собраниях конфедерации коммун смогут заключать специальные экономические соглашения с другими сельскохозяйственными и промышленными коммунами. Накануне масштабных, кровавых социальных преобразований НКТ не считала глупостью пытаться удовлетворить бесконечно разнообразные чаяния отдельных людей. 

#### Куба
Историк Кирвин Р. Шаффер в своем исследовании кубинского анархизма сообщает об анархо-натуризме как о «третьей ветви анархистского движения острова» наряду с анархо-коммунизмом и анархо-синдикализмом. Натуризм предложил глобальное движение за альтернативное здоровье и образ жизни. Натуристы сосредоточились на том, чтобы переосмыслить свою жизнь, жить просто, питаться дешевой, но питательной вегетарианской пищей и, по возможности, выращивать еду самостоятельно. Сельская местность позиционировалась как романтическая альтернатива городской жизни, и некоторые натуристы даже пропагандировали то, что они считали полезной для здоровья нудизмом. Во всем мире натуристское движение считало своими последователями анархистов, либералов и социалистов. Однако на Кубе развилось особое «анархистское» направление, возглавляемое такими людьми, как Адриан дель Валье, который возглавил кубинские усилия по смещению акцента натуризма с индивидуального здоровья на натуризм, имеющий «социальную эмансипирующую» функцию.
Шаффер сообщает о влиянии, которое анархо-натуризм оказал за пределами натуристских кругов. Итак, «например, ничто по сути не мешало анархо-синдикалисту из профсоюза работников ресторанов Гаваны поддерживать программы альтернативного здравоохранения анархо-натуристов и рассматривать эти альтернативные практики как „революционные“».Анархо-натуристы продвигали сельский идеал, простую жизнь и нахождение в гармонии с природой как способы спасти рабочих от все более индустриализированного характера Кубы. Помимо продвижения движения «назад к земле» начала двадцатого века, они использовали эти романтические образы природы, чтобы проиллюстрировать, насколько капиталистически развитая Куба отошла от анархистского взгляда на природную гармонию. Главным пропагандистом анархо-натуризма на Кубе был «уроженец Каталонии» Адриан дель Валье (он же Пальмиро де Лидия)…В последующие десятилетия Дель Валье постоянно появлялся не только в анархистской прессе, которая распространилась на Кубе, но и в основных литературных изданиях…С 1912 по 1913 год он редактировал свободомыслящий журнал El Audaz. Затем он начал свою крупнейшую издательскую деятельность, помогая основать и редактировать ежемесячный журнал об альтернативном здоровье, который придерживался анархо-натуристской линии Pro-Vida.